# 袁邇
袁邇，字可遠，江西饒州府樂平縣永豐鄉人，明朝政治人物、進士出身。

## 生平
永樂二年，登進士，后選為翰林院庶吉士，編撰永樂大典。死於任內。